# Аруни
Аруни (ок. VIII в. до н. э.), Также известный как Уддалака, или Уддалака Аруни, или Уддалака Варуни, является почитаемым ведическим мудрецом в индуизме. Он упоминается во многих санскритских текстах ведической эпохи, а его философские учения находятся в центре внимания Брихадараньяка и Чандогья, двух старейших Упанишад. Знаменитый ведический учитель, Аруни жил за несколько веков до Будды. Он привлекал студентов из далеких регионов Индии; некоторые из его учеников, такие как Яджнавалкья, также высоко почитаются в индуистских традициях. И Аруни, и Яджнавалкья являются одними из наиболее часто упоминаемых мудрецов из Упанишад в индуизме.
По словам Бен-Ами Шарфштейна, почетного профессора философии Тель-Авивского университета, Уддалака Аруни был одним из первых философов в письменной истории. Дебипрасад описал Уддалак Аруни как первого естествоиспытателем в истории человечества. В Чандогья Упанишаде Аруни задает метафизические вопросы, касающиеся природы реальности и истины, наблюдает за постоянными изменениями и спрашивает, есть ли что-то вечное и неизменное. На основе этих вопросов, включенных в диалог со своим сыном, он представляет концепцию Атмана (души, эго) и универсального Я.

## Жизнь
Хотя ничего не известно о его происхождении и жизни, известно, что он родился в современном Бихаре. Он был очень образованным риши. У него была дочь по имени Суджата, а также сын по имени Шветакету.

## История
- В разделах 3.7 и 6.2 Брихадараньяка Упанишад фигурирует в диалоге, где Аруни является второстепенным участником[10].
- В разделах 6.1-16 и 5.3 Чхандогие Упанишада, в качестве основного диалога между Аруни и его сыном Шветакету, диалогом о Атмане и Брахмане, которые содержат идеи основополагающих в Веданте философий[11][12]. Диалог сын, который посещает ведическую школу в течение двенадцати лет, считает, что выучил все Веды. Аруни, отец спрашивает и давит на Шветакету, размышлял ли он в школе и понимал ли он природу существования, что есть истина, что такое реальность, смысл жизни и самопознание,[13] и отношения между людьми, другими существами и универсальное Я[7][14][15].
- В стихе 1.1 Каушитаки Упанишад, где потомок Гангьи приглашает Аруни, но он посылает на мероприятие своего сына. Этот стих примечателен тем, что в нём говорится, что полное имя Аруни — Уддалака Аруни Гаутама, и упоминается как один из представителей группового мероприятия, на котором проводились «исследования Вед в зале жертвоприношений»[16].
- В Катха-упанишаде, которая начинается рассказом о Ваджасравасе, зовется Аруни Ауддалаки Гаутама. По словам Макса Мюллера, индолога из Оксфордского университета, если предположить, что рукописи правильно переводились на протяжении их истории, может быть разница между «Ауддалаки» (внук) и «Уддалаки» (сын), но он добавляет, что Ади Шанкара считал его тем же Аруни, в его комментариях к Упанишадам[17]. Тема, обсуждаемая в диалогах Катха Упанишад, — это также Атман и Брахман. Пол Деуссен, индолог из Кильского университета, утверждает, что его полное имя противоречит индуистским традициям[18].

## Тексты
Мудрец Аруни почитается в индуистской традиции, и, как и многие из её почитаемых древних учёных, учёные более поздних эпох с древнейших времен приписывали или подписывают свои тексты их именем. Некоторые из этих трактатов включают:
- Арунисрути, также называемый Уддалака Шрути, вероятно, теистический текст средневековой эпохи, который был утерян для историков и цитировался Мадхвачарьей[19][20].
- Аруни Упанишад, называемый также Арунея Упанишада, является одним из старейших отречение и монах жизни, связанных санньясу Упанишад индуизма[21]. По словам Иоахима Спрокхоффа, немецкого исследователя Упанишад, и Патрика Оливеля, текст, вероятно, был завершен в IV веке до нашей эры или позже, но до начала нашей эры[21][22]. Аруни-упанишада заявляет, что книжное и ритуальное знание не имеет значения, а стремление к знанию — это сущность и смысл ведических идей, у человека есть право и долг отказаться от мирской жизни в единственном стремлении к духовности[23].

## Философия
В одном из важнейших трудов Дебипрасада «Наука и общество в древней Индии» он назвал Уддалаку Аруни первым «естествоиспытателем» в истории человечества. Он писал: «Уддалака собирал наблюдения, насколько позволяли его исторические условия, и даже продолжал усердно проводить эксперименты, чтобы понять природу и человека».

### Теория трех элементов
Согласно его теории, есть три элемента, из которых состоят все живые существа и наделяет их жизнью. Элементами являются тепло, вода и пища. Он считал, что изначально из желания появлялся звук или свет, несущий это самое желание, он порождал воду из самого себя, затем вода, имеющая такое же желание, производила из себя пищу, что, по его словам, объясняет, почему после дождя растительной еды всегда много. Аруни считал, что бытие вошло в эти три элемента, и когда оно вошло, оно породило тепло. Огонь содержит не только тепло, но и два других элемента.

### Доктрина Атмана и Брахмана
Одно из самых известных учений про Атман появляется в Чандогья Упанишаде как наставление Уддалаки Аруни своему сыну Шветакету. Уддалака начинает своё изречение тем, что о любой материальной субстанции можно узнать по вещи, сделанной из этой субстанции. Например, с помощью чего-то сделанного из глины можно узнать про глину; по орнаменту из меди можно узнать про медь. Он приводит доктрину Атмана-Брахмана: подобно тому, как пчелы собирают нектар из разных источников, но когда они собираются вместе, они объединяют собранное; подобно тому, как разные реки после впадения в океан становятся одним целым с океаном, так и Атман индивидуально пребывает в каждом существе, но сливается с Брахманом и становится одним с ним. Затем Уддалака просит сына насыпать соль в стакан с водой. Шветакету так и делает. Аруни попросил его достать соль назад, не Шветакету не смог её найти, так как она растворилась в воде. Затем Аруни просит сына попробовать воду. Она была солёной, и Аруни рассказывает Шветакету о Высшей Реальности.
Он сказал: «Ты не ощущаешь, что одна Реальность (сат) существует в твоем теле, сын мой, но она действительно существует. Все, что есть, находится в этой тонкой сущности. Это реальность! Это Душа! И ты её часть, Шветакету!»

## Оказать влияние
Считается, что Уддалака Аруни систематизировал мысли из Вед и Упанишад. Многие махавакьи приписываются мудрецу Уддалаке Аруни. Среди них «Тат Твам Аси» (То, что ты есть) из Чандогья Упанишады — это часто цитируемый текст индуизма. В нём учитель — Уддалака Аруни, а ученик — его сын Шветакету.
Его учение выходит за рамки метафизических рассуждений и философии. Части его работ содержат основы индийского атомизма из-за его убеждения в то, что «элементарные частицы настолько малы, чтобы их можно было увидеть, они объединяются в субстанции и объекты». Некоторые ученые, такие как Герман Якоби и Рэндалл Коллинз, сравнивали Аруни с Фалесом Милетским в своей научной методологии, называя их обоих «примитивными физиками» или «протоматериалистическими мыслителями».

## В Махабхарате
Ади Парва описывает Аруни как ученика мудреца Айода-Дхаумья . Однажды на полях ашрама произошло наводнение. В насыпи образовалась брешь. Дхаумья послал Аруни, чтобы сделал так, что бы вода не попала на набережную. Спустя долгое время Аруни не вернулся. Дхаумья отправился на поиски ученика. Тот лежал в проломе насыпи, чтобы вода не попала через неё. За свою преданность Аруни также назван Уддалака Аруни в знак уважения от своего наставника.

## Примчечания
1. ↑  https://books.google.com/books?id=KtLScrjrWiAC&pg=PA65 — С. 65—66.
2. 1 2 3  Ben-Ami Scharfstein (1998), A comparative history of world philosophy: from the Upanishads to Kant, Albany: State University of New York Press, pp. 9-11
3. ↑  H. C. Raychaudhuri (1972), Political History of Ancient India, Calcutta: University of Calcutta, pp. 8-9, 21-25
4. 1 2  Lochtefeld, James G. The Illustrated Encyclopedia of Hinduism: N-Z. — The Rosen Publishing Group, 2002. — P. 717. — ISBN 978-0-8239-3180-4.
5. 1 2  Glucklich, Ariel. The Strides of Vishnu: Hindu Culture in Historical Perspective. — Oxford University Press, 2008. — ISBN 978-0-19-971825-2. Источник. Дата обращения: 28 декабря 2021. Архивировано 28 декабря 2021 года.
6. ↑  Klostermaier, Klaus K. Survey of Hinduism, A: Third Edition. — State University of New York Press, 2010. — P. 158. — ISBN 978-0-7914-8011-3. Источник. Дата обращения: 28 декабря 2021. Архивировано 28 декабря 2021 года.
7. 1 2  Ben-Ami Scharfstein. A Comparative History of World Philosophy: From the Upanishads to Kant. — State University of New York Press, 1998. — P. 56–61. — ISBN 978-0-7914-3683-7. Архивная копия от 3 июля 2023 на Wayback Machine Источник. Дата обращения: 28 декабря 2021. Архивировано 3 июля 2023 года.
8. ↑  www.wisdomlib.org. Uddalaka, Uddālaka: 14 definitions. www.wisdomlib.org (12 апреля 2009). Дата обращения: 19 мая 2021. Архивировано 19 мая 2021 года.
9. ↑  Scharfstein, Ben-Ami. A Comparative History of World Philosophy: From the Upanishads to Kant :  [англ.]. — SUNY Press. — ISBN 978-0-7914-3683-7. Источник. Дата обращения: 28 декабря 2021. Архивировано 28 декабря 2021 года.
10. ↑  Deussen, Paul. Sixty Upaniṣads of the Veda. — Motilal Banarsidass, 1980. — P. 457, 526. — ISBN 978-81-208-1468-4. Источник. Дата обращения: 28 декабря 2021. Архивировано 8 января 2022 года.
11. ↑  Deussen, Paul. Sixty Upaniṣads of the Veda. — Motilal Banarsidass, 1980. — P. 142–155, 156–164. — ISBN 978-81-208-1468-4. Источник. Дата обращения: 28 декабря 2021. Архивировано 8 января 2022 года.
12. ↑  Special kind of union. The Hindu (англ.). 2 апреля 2017. ISSN 0971-751X. Архивировано 28 декабря 2021. Дата обращения: 8 января 2020.
13. ↑  Learning proper lesson. The Hindu (англ.). 23 марта 2011. ISSN 0971-751X. Архивировано 17 октября 2020. Дата обращения: 8 января 2020.
14. ↑  Deussen, Paul. Sixty Upaniṣads of the Veda. — Motilal Banarsidass, 1980. — P. 156–172. — ISBN 978-81-208-1468-4. Источник. Дата обращения: 28 декабря 2021. Архивировано 8 января 2022 года.
15. ↑  Lipner, Julius. New Perspectives on Advaita Vedānta. — BRILL Academic, 2000. — P. 55–66. — ISBN 90-04-11666-4. Источник. Дата обращения: 28 декабря 2021. Архивировано 28 декабря 2021 года.
16. ↑  Deussen, Paul. Sixty Upaniṣads of the Veda, Volume 1. — Motilal Banarsidass, 1980. — P. 25–26. — ISBN 978-81-208-1468-4. Источник. Дата обращения: 28 декабря 2021. Архивировано 8 января 2022 года.
17. ↑  Max Muller (1962), Katha Upanishad, in The Upanishads — Part II, Dover Publications, ISBN 978-0486209937, page 1 with footnote 1
18. ↑  Deussen, Paul. Sixty Upaniṣads of the Veda, Volume 2. — Motilal Banarsidass, 1980. — P. 982 (Uddalaka Aruni), 953 (Aruni, Auddalaki Aruni). — ISBN 978-81-208-1467-7. Источник. Дата обращения: 28 декабря 2021. Архивировано 8 января 2022 года.
19. ↑  B. N. Krishnamurti Sharma. History of the Dvaita School of Vedānta and Its Literature: From the Earliest Beginnings to Our Own Times. — Motilal Banarsidass, 2000. — P. 567 note 16. — ISBN 978-81-208-1575-9. Источник. Дата обращения: 28 декабря 2021. Архивировано 28 декабря 2021 года.
20. ↑  Bādarāyaṇa. The Vedanta-sutras. — Thompson and Company, 1904. Источник. Дата обращения: 28 декабря 2021. Архивировано 28 декабря 2021 года.
21. 1 2  Olivelle. The Samnyasa Upanisads. — Oxford University Press, 1992. — P. 5, 8–9, 60. — ISBN 978-0195070453.
22. ↑  Sprockhoff. Samnyasa: Quellenstudien zur Askese im Hinduismus :  [нем.]. — Wiesbaden: Kommissionsverlag Franz Steiner, 1976. — ISBN 978-3515019057.
23. ↑  Olivelle. The Āśrama System: The History and Hermeneutics of a Religious Institution. — Oxford University Press, 1993. — P. 118–119, 178. — ISBN 978-0-19-508327-9. Источник. Дата обращения: 28 декабря 2021. Архивировано 28 декабря 2021 года.
24. ↑  Chattopadhyaya, Debiprasad. Science and Society in Ancient India :  [англ.]. — Research India Publications, 1977. Источник. Дата обращения: 28 декабря 2021. Архивировано 28 декабря 2021 года.
25. ↑  COLLINS, Randall. THE SOCIOLOGY OF PHILOSOPHIES :  [англ.]. — 2009-06-30. — P. 963 note 15. — ISBN 978-0-674-02977-4. Источник. Дата обращения: 28 декабря 2021. Архивировано 28 декабря 2021 года.
26. ↑  Scharfstein, Ben-Ami. A Comparative History of World Philosophy: From the Upanishads to Kant :  [англ.]. — 1998-01-01. — P. 58–59. — ISBN 978-0-7914-3683-7. Источник. Дата обращения: 28 декабря 2021. Архивировано 28 декабря 2021 года.
27. ↑  Pereira, José (1986). Bādarāyaṇa: Creator of Systematic Theology. Religious Studies. 22 (2): 193–204. doi:10.1017/S0034412500018205. ISSN 0034-4125. JSTOR 20006275.{{cite journal}}:  Википедия:Обслуживание CS1 (url-status) (ссылка)
28. ↑  Архивированная копия. Дата обращения: 28 декабря 2021. Архивировано 28 декабря 2021 года.
29. ↑  Dayal, S. Unit-11 Intellectual developments and asceticism. www.egyankosh.ac.in. Дата обращения: 25 мая 2021. Архивировано 25 мая 2021 года.
30. ↑  Humphrey, Robert. COSMOGENESIS IN ANCIENT HINDU SCRIPTURES AND MODERN SCIENCE (PDF). Rivier Academic Journal: 8–10. Архивировано (PDF) 26 января 2022. Дата обращения: 28 декабря 2021.
31. ↑  Thomas McEvilley (2012), The Shape of Ancient Thought: Comparative Studies in Greek and Indian Philosophies. New York: Constable & Robinson
32. ↑  Amiya Kumar Bagchi. Marxism: With and Beyond Marx. — Taylor & Francis, 2015. — ISBN 978-1-317-56176-7. Источник. Дата обращения: 28 декабря 2021. Архивировано 28 декабря 2021 года.
33. ↑  Collins. The Sociology of Philosophies. — Harvard University Press, 2009. — P. 963 note 15. — ISBN 978-0-674-02977-4. Источник. Дата обращения: 28 декабря 2021. Архивировано 28 декабря 2021 года.
34. ↑  Parthasarathy Rengaswami (2013), Stories From the Mahabharata: 5. Three Disciples Архивная копия от 28 декабря 2021 на Wayback Machine.